# Andy Warhol
Andy Warhol (født 6. august 1928 i Pittsburgh, død 22. februar 1987 i New York City) er et kunstnernavn for Andrew Warhola, som var en amerikansk maler og en af hovedkræfterne i pop-art bevægelsen.

## Det glamourøse miljø og berømmelse
Andy Warhols familie emigrerede fra Slovakiet. Han viste tidligt tegn på kunstnerisk talent og uddannede sig til reklametegner ved Carnegie Institute i Pittsburgh, USA. Han flyttede til New York i 1949, hvor han skabte sig et navn inden for tegnekunst og reklame. 
Warhol blev en kendt figur i New Yorks glamourøse miljø, hvor han frekventerede kendte natklubber såsom Studio 54. Han var åbent homoseksuel, noget som var særdeles usædvanligt for mediepersonligheder i 1960'erne. Warhol blev en celebritet på linje med underholdningsindustriens største stjerner, og i lighed med den samtidige Joseph Beuys i Europa kan det ofte være vanskeligt at skille kunst og personlighed i hans arbejde.
Han skulle på det nærmeste have været besat af både sin egen, men også andres berømmelse, og det enorme mediefokus på hans person kan have været noget af årsagen til, at han i 1968 blev skudt og nær dræbt af den radikale feminist Valerie Solanas. Hun var en af mange personer med løs forbindelse til The Factory, Warhols studie i New York, og hun forklarede efterfølgende, at hun oplevede, at Warhol dominerede hendes personlighed. Warhol blev stærkt svækket efter denne episode. Han fortsatte med at producere kunst (bl.a. i samarbejde med maleren Jean-Michel Basquiat), mens den mest produktive og nyskabende del af hans karriere var ovre. 
Han døde i New York, USA, af et hjertestop under en galdeblæreoperation . Han blev 58 år.

## Kunst
Warhol bevægede sig fra reklame- og modeverdenen over i kunstverdenen i slutningen af 1950'erne. Gennem 1960'erne begyndte han at male berømte amerikanske produkter – herunder produkter fra Coca-Cola, samt suppedåser fra Campbell. I 1962 illustrerede han desuden Amy Vanderbilts kogebog Amy Vanderbilt's Complete Cook Book under navnet "Andrew Warhol". Han gik efterfølgende over til silketryk, idet han havde et ønske om ikke bare at afbilde masseproducerede genstande, men også at masseproducere kunsten i sig selv. Han lejede en hel stab for at kunne producere kunsten i The Factory. Warhol producerede desuden portrætter og reklamer på bestilling fra andre. Hans billeder har en klar inspiration fra reklame og tegneserier. 
Mange af hans værker drejer sig om USA og amerikansk kultur. Han malede penge, dollartegn, madvarer, kvindesko, kendte og avisudklip. Et kendetegn for Warhols malerier gennem 60'erne var repetition af motiver på store lærreder. Hans silketryk af Marilyn Monroe er et andet af hans mest kendte værker.
Gennem 1960'erne bevægede han sig nærmere den fotografiske verden. I serien Disaster Paintings fra 1963 har han således malet fotografier fra ulykker i meget stærke farver.
Et Warhol-maleri, der forestiller en væltet bil i brand fra 1963, er på Christie's auktionshus i New York solgt til 400 millioner kr., ca. det dobbelte af dets vurdering.

## Film og musik
Imellem 1963 og 1968 producerede Warhol mere end 60 film, bl.a. Chelsea Girls, Empire State Building, Andy Warhol's Dracula og Sleep. Han var også involveret i musik. Blandt andet "adopterede" han Lou Reeds gruppe Velvet Underground, og fungerede som en slags producer for deres første album The Velvet Underground and Nico. Warhol stod også bag det kendte banan-design på dette albums cover.

## 15 minutters berømmelse
Andy Warhol proklamerede i 1968: "I fremtiden vil alle blive verdensberømte i 15 minutter" og senere i 1979: "I fremtiden vil alle blive berømte i 15 minutter".
Irriteret over vedvarende at blive konfronteret med sin udtalelse, forvirrede han folk ved at ændre den til "I fremtiden vil 15 mennesker blive berømte" og "Om 15 minutter vil alle blive berømte".
I 1975 udgav han bogen "The philosophy of Andy Warhol", hvori han fortæller, hvor glad han er for at købe ind, særligt undertøj, for "det er mere amerikansk at købe ind end at tænke, og jeg er så amerikansk, som det er muligt at blive." Folk, der overvejer at købe et maleri til $ 200.000, råder han til i stedet at hænge pengene op på væggen, "for de vil så være det første, dine gæster får øje på". "Jeg giftede mig først i 1964, da jeg fik min første båndoptager. Vi har nu været gift i ti år," hvilket virkelig afsluttede hans følelsesliv, for "hvad jeg nu havde af følelsesliv – så var jeg glad for at se det forsvinde".